# Конятинська сільська рада (Вижницький район)
Коня́тинська сільська́ ра́да — орган місцевого самоврядування Конятинської сільської громади Вижницького району Чернівецької області України. Розташована у селі Конятин.

## Склад ради
Рада складалася з 16 депутатів та голови.
- Голова ради: Комариця Олександр Петрович
- Секретар ради: Тонієвич Марія Дмитрівна

### Керівний склад попередніх скликань
| Прізвище, ім'я, по батькові | Основні відомості                                                               | Дата обрання | Дата звільнення |
| --------------------------- | ------------------------------------------------------------------------------- | ------------ | --------------- |
| Пилипко Володимир Іванович  | Сільський голова, 1957 року народження                                          | 26.03.2006   | 02.12.2008      |
| Комариця Олександр Петрович | Сільський голова, 1970 року народження, освіта середня спеціальна, безпартійний | 03.05.2009   | 31.10.2010      |
| Комариця Олександр Петрович | Сільський голова, 1970 року народження, освіта середня спеціальна, безпартійний | 31.10.2010   |                 |

Примітка: таблиця складена за даними сайту Верховної Ради України

### Депутати
За результатами місцевих виборів 2010 року депутатами ради стали:

#### За суб'єктами висування
| Суб'єкт висування | Кількість обраних депутатів | %    |
| ----------------- | --------------------------- | ---- |
| Самовисування     | 13                          | 81,3 |
| Народна партія    | 2                           | 12,5 |
| Партія регіонів   | 1                           | 6,3  |

#### За округами
| № округу        | Прізвище, ім'я, по батькові  | Дата визнання обраним | Освіта  | Партійна приналежність | Відомості про обраного депутата                                                                  |
| --------------- | ---------------------------- | --------------------- | ------- | ---------------------- | ------------------------------------------------------------------------------------------------ |
| Народна Партія  |                              |                       |         |                        |                                                                                                  |
| 1               | Григоряк Іван Дмитрович      | 01.11.2010            | середня | позапартійний          | приватний підприємець                                                                            |
| 15              | Ребчук Олександр Миколайович | 01.11.2010            | вища    | позапартійний          | Конятинське лісництво Карпатського ДСЛ АПК, лісник                                               |
| Партія регіонів |                              |                       |         |                        |                                                                                                  |
| 12              | Катиренюк Юрій Михайлович    | 01.11.2010            | середня | позапартійний          | приватний підприємець                                                                            |
| Самовисування   |                              |                       |         |                        |                                                                                                  |
| 2               | Дмітроняк Василь Олексійович | 01.11.2010            | вища    | позапартійний          | Конятинська загальноосвітня школа, директор                                                      |
| 3               | Пилипко Роман Васильович     | 01.11.2010            | вища    | позапартійний          | Зовнішньоекономічна асоціація «Новосвіт» м. Вінниця, нічний черговий                             |
| 4               | Логош Дмитро Петрович        | 01.11.2010            | вища    | позапартійний          | тимчасово не працює                                                                              |
| 5               | Буздуга Петро Семенович      | 01.11.2010            | середня | позапартійний          | приватний підприємець                                                                            |
| 6               | Марусяк Василь Васильович    | 01.11.2010            | вища    | позапартійний          | приватний підприємець                                                                            |
| 7               | Юрнюк Євдокія Федорівна      | 01.11.2010            | вища    | позапартійна           | Чернівецька філія ДП «Агентство з ідентифікації і реєстрації тварин», агент ідентифікації тварин |
| 8               | Первісник Петро Дмитрович    | 01.11.2010            | середня | позапартійний          | приватний підприємець                                                                            |
| 9               | Мотуз Галина Михайлівна      | 01.11.2010            | вища    | позапартійна           | Путильське управління праці та соціального захисту населення, соціальний працівник               |
| 10              | Гожда Дмитро Дмитрович       | 01.11.2010            | середня | позапартійний          | приватний підприємець                                                                            |
| 11              | Тонієвич Марія Дмитрівна     | 01.11.2010            | вища    | позапартійна           | Конятинська сільська рада, секретар виконкому                                                    |
| 13              | Малиш Микола Миколайович     | 01.11.2010            | середня | позапартійний          | Зовнішньоекономічна асоціація «Новосвіт» м. Вінниця, майстер                                     |
| 14              | Генкул Сергій Васильович     | 01.11.2010            | середня | позапартійний          | тимчасово не працює                                                                              |
| 16              | Псарюк Юрій Михайлович       | 01.11.2010            | середня | позапартійний          | тимчасово не працює                                                                              |